# Leidener Aratea

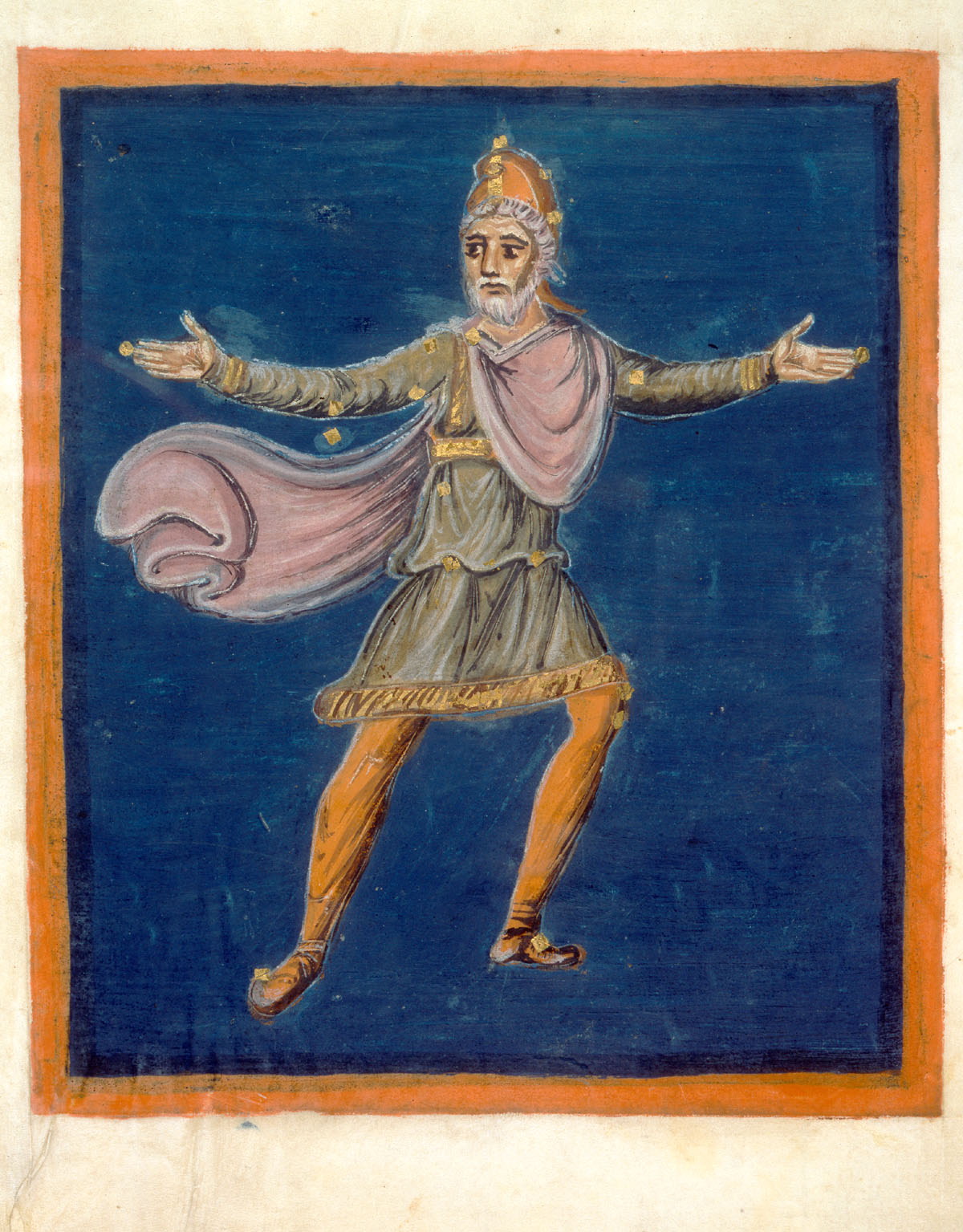
Leidener Aratea: Cepheus

Bei der Aratea-Handschrift in Leiden handelt es sich um eine karolingische Bilderhandschrift, die die astronomische Abhandlung Phainomena des Aratos (310–245 v. Chr.) über die Sternbilder in der lateinischen Übersetzung des Claudius Caesar Germanicus, die Aratea des Germanicus enthält. Die Handschrift entstand nach 825 in Lotharingien (Aachen oder Metz). Möglicherweise war Kaiser Ludwig der Fromme der Auftraggeber.
Von herausragender Bedeutung sind die 35 ganzseitigen Miniaturen. Die gerahmten Deckfarbenbilder nehmen höchst qualitätsvoll mit großer stilistischer Treue eine nicht erhaltene antike Vorlage auf. Vier Darstellungen des Illustrationszyklus fehlen. Der Codex umfasst 99 Pergamentblätter, sein Format beträgt 225 × 200 mm.
Die Handschrift muss sich um 1000 in Nordfrankreich befunden haben, möglicherweise in der Abtei Saint-Bertin, wo zwei Kopien entstanden. 1573 erwarb Jacob Susius das Manuskript von einem Maler in Gent, später war es im Besitz des Hugo Grotius, anschließend der Königin Christine von Schweden und Isaac Vossius. Mit dessen Nachlass gelangte die Handschrift 1690 in die Leidener Universitätsbibliothek, wo sie sich noch heute unter der Signatur Voss. lat. Q 79 befindet.
Ein zweites Exemplar dieses Codex wird in der städtischen Bibliothèque des Annonciades in Boulogne-sur-Mer (Nordfrankreich) aufbewahrt. Aus der Notiz geht hervor, dass es aus der Abtei Saint-Bertin in Saint-Omer stammt. Dieses Exemplar wurde digitalisiert und ist online verfügbar.

## Einige Miniaturen

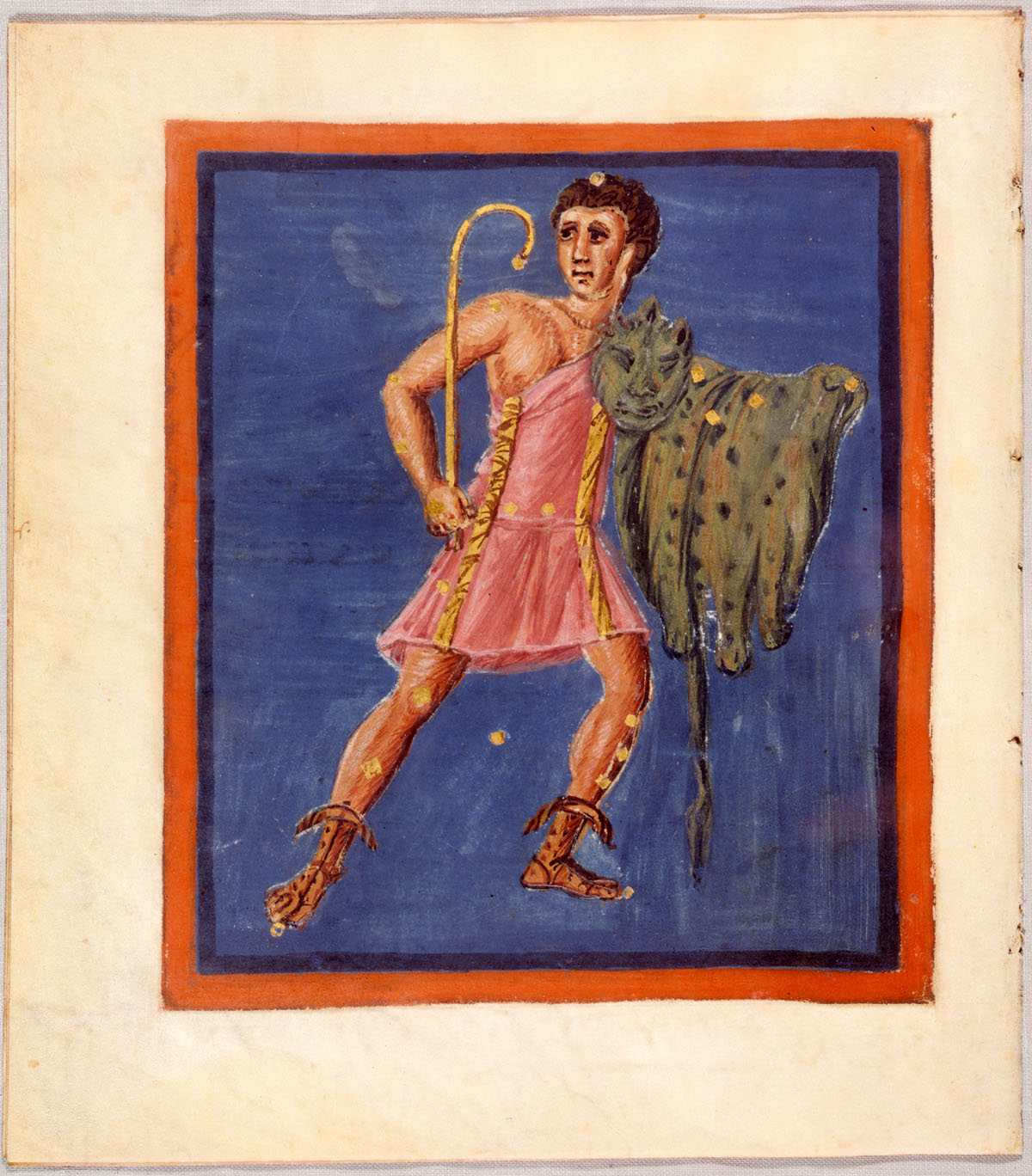
Hercules
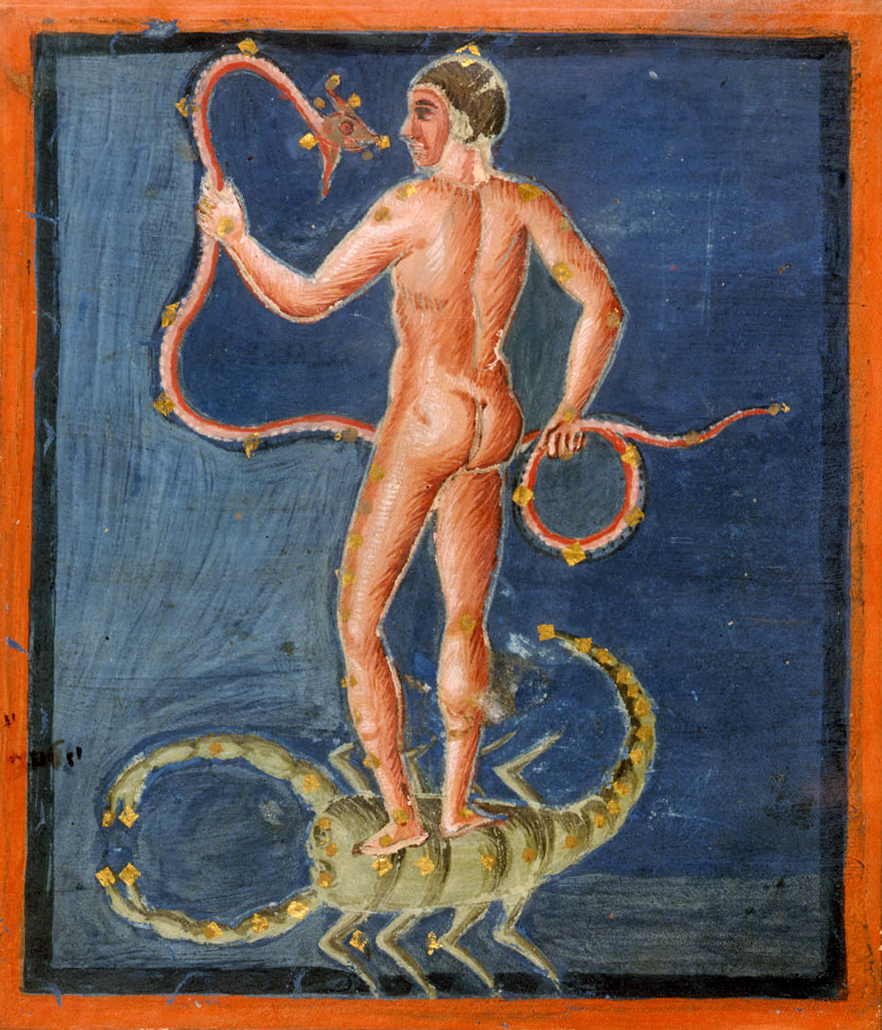
Ophiuchus, Serpens & Scorpius
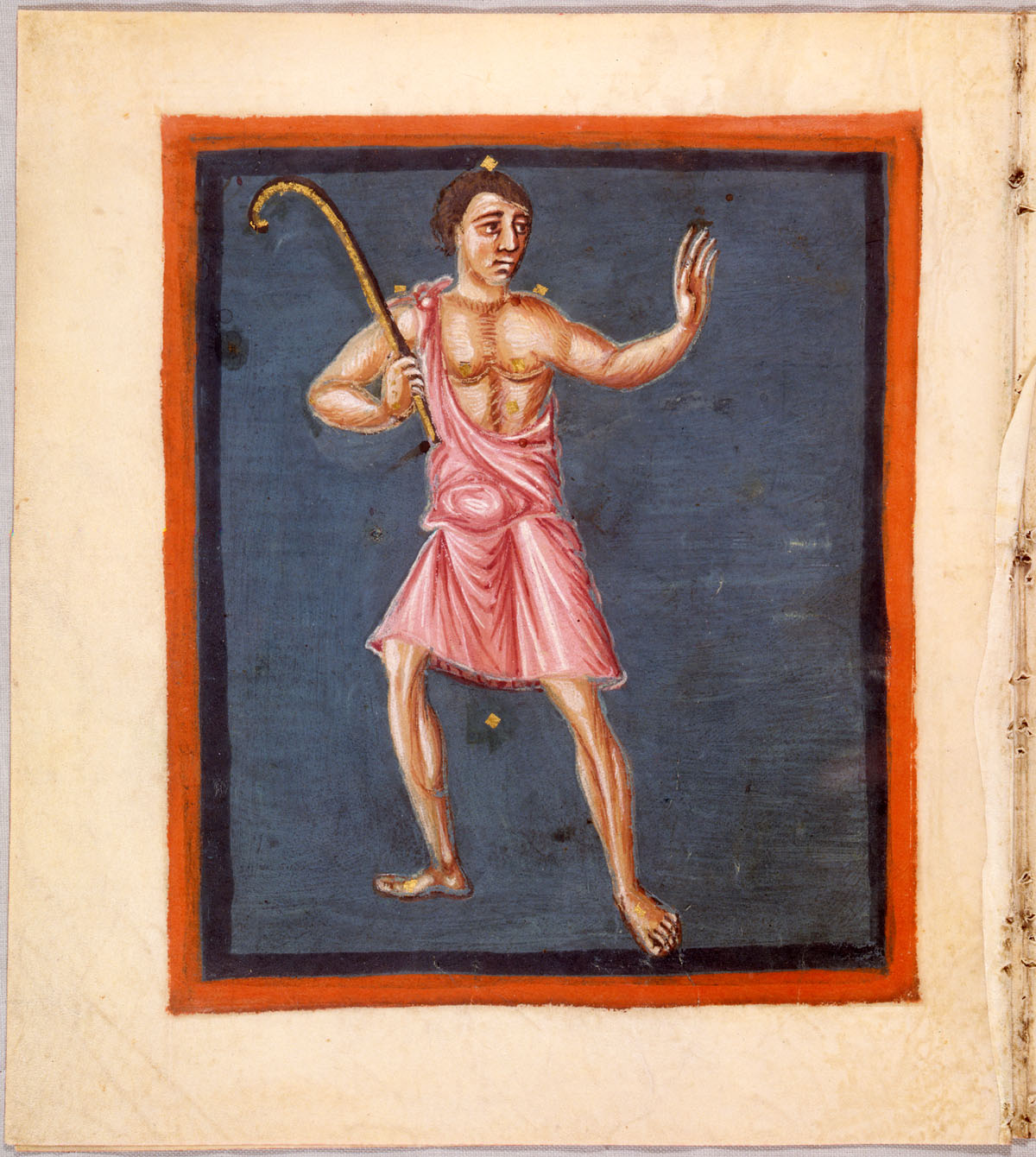
Boötes
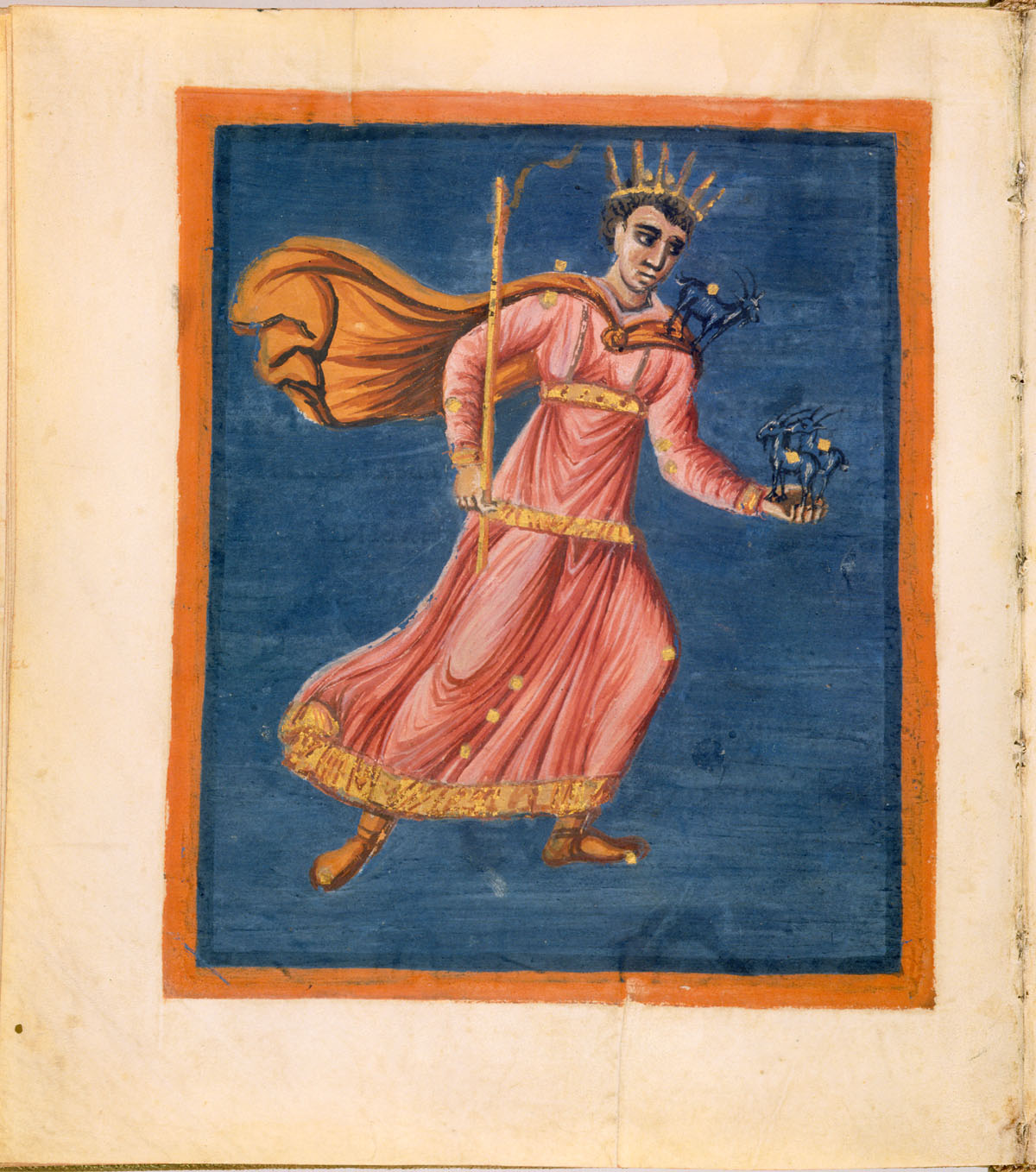
Auriga
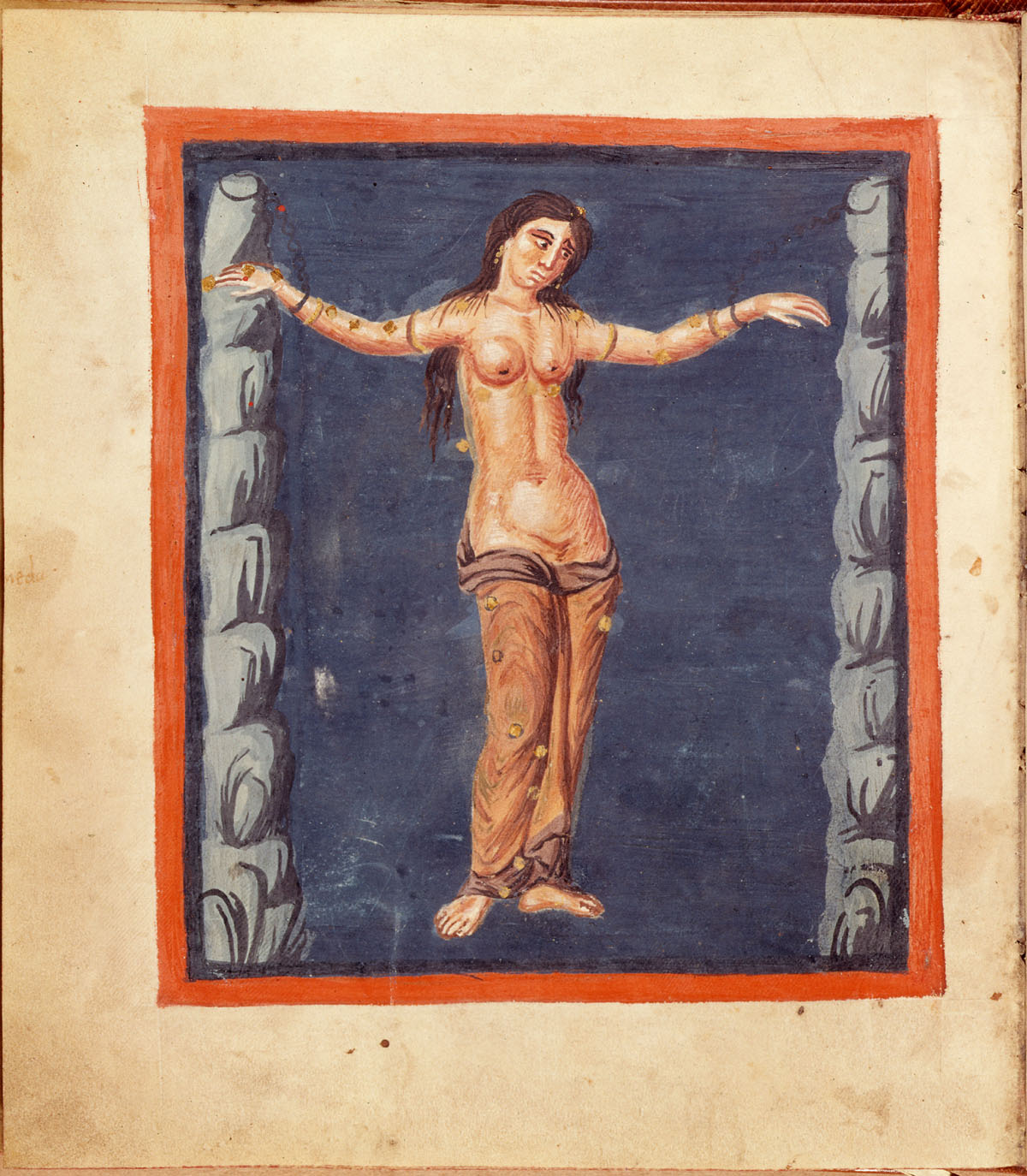
Andromeda
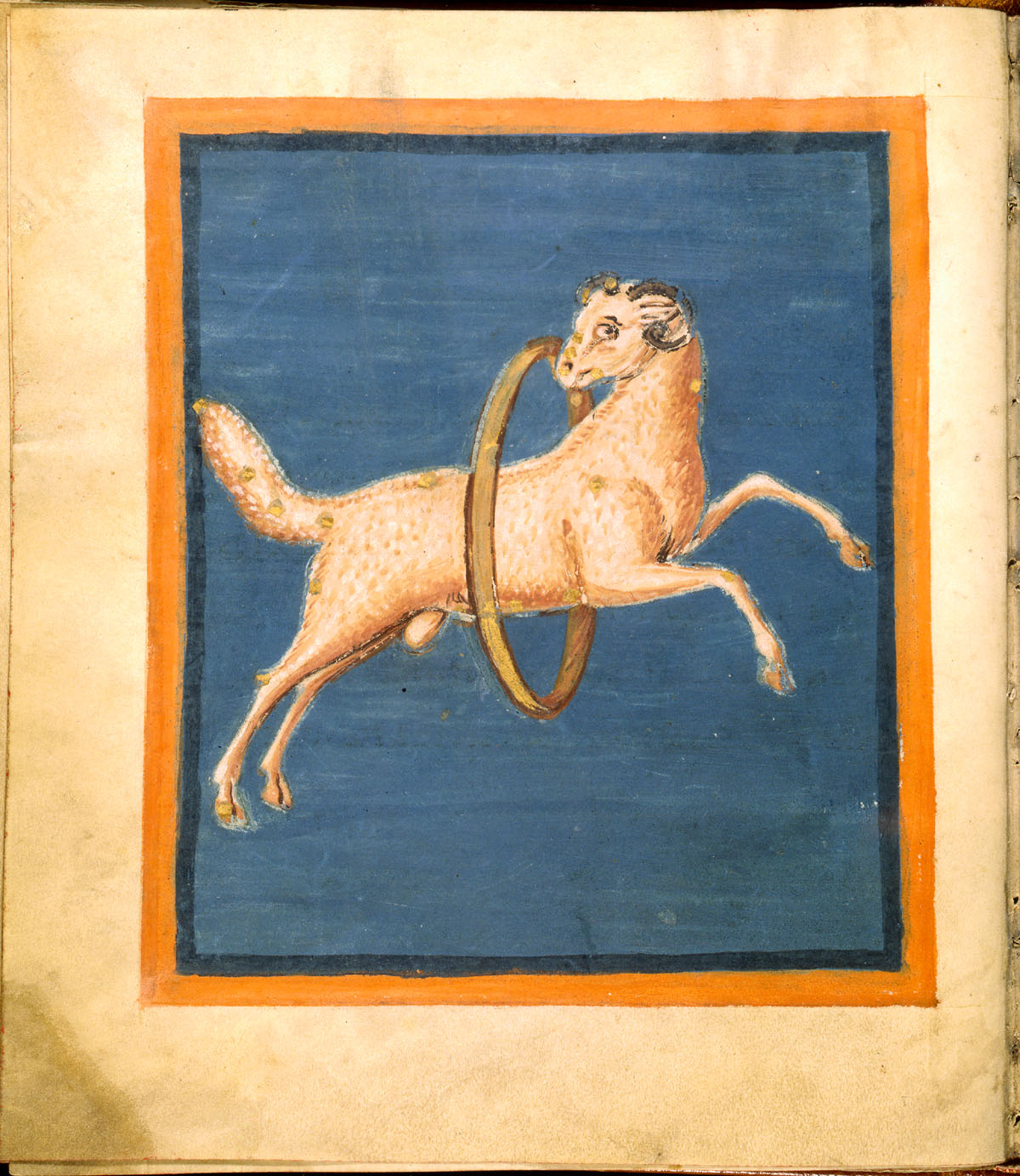
Aries
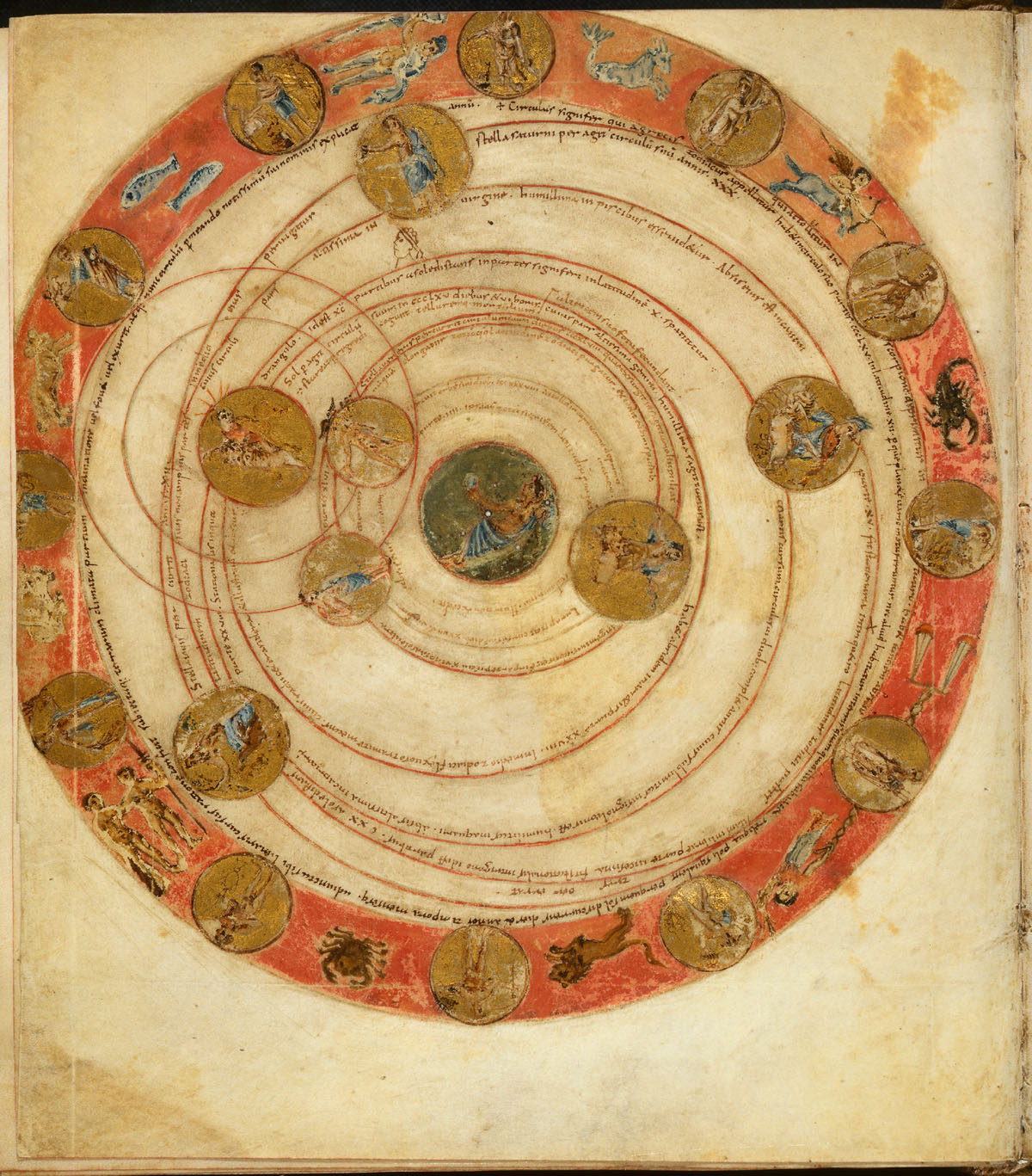
Planetarium